# کارلا اورتیز
کارلا اورتیز (انگلیسی: Karla Ortiz) بازیکن والیبال اهل پرو بود. وی در تیم ملی والیبال پرو در سال ۲۰۱۳ در بازی‌های بولیواری مدال طلا گرفت.